# سياسة الطاقة في الصين

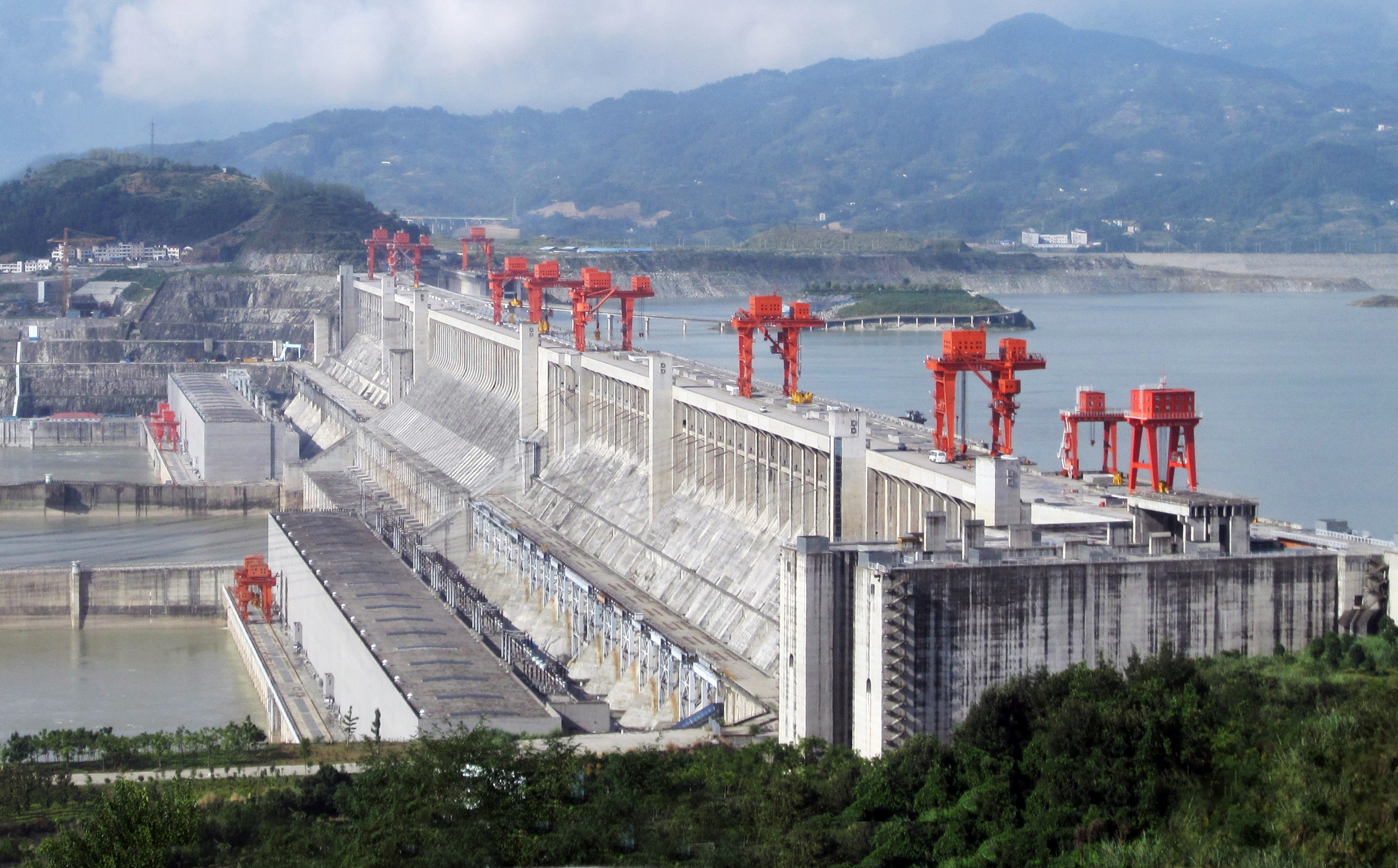
محطة توليد الطاقة الكهرومائية لسد الممرات الثلاثة بقدرة 22,500 ميجاوات في الصين، أكبر محطة طاقة كهرومائية في العالم.

مثّل ضمان إمدادات الطاقة الكافية لاستدامة النمو الاقتصادي أحد الاهتمامات الأساسية للحكومة الصينية منذ عام 1949. تعد البلاد أكبر أحد أكبر مصدر لانبعاثات الغازات الدفيئة في العالم، ويشكل الفحم في الصين سببًا رئيسيًا للاحتباس الحراري. ولكن، خفضت الصين منذ عام 2010 حتى عام 2015 استهلاك الطاقة لكل وحدة من الناتج المحلي الإجمالي بنسبة 18%، وانبعاثات ثاني أكسيد الكربون لكل وحدة من الناتج المحلي الإجمالي بنسبة 20%. واحتلت الصين المرتبة 51 كأكبر مصدر لانبعاثات الغازات الدفيئة على أساس نصيب الفرد في عام 2016.
تعد الصين أيضًا أكبر منتج للطاقة المتجددة في العالم. فهي أكبر منتج للطاقة الكهرومائية والطاقة الشمسية وطاقة الرياح في العالم.
يحتمل أن تصدر التفاصيل المتعلقة بقطاع الطاقة في شتاء 2021/2022 للخطة الخمسية الرابعة عشرة، ومن المتوقع أن تحدد ما إذا كانت الدولة ستبني المزيد من محطات الطاقة العاملة بالفحم، وبالتالي ما إذا كانت ستحقق أهداف المناخ العالمية.

## البيئة وانبعاثات الكربون

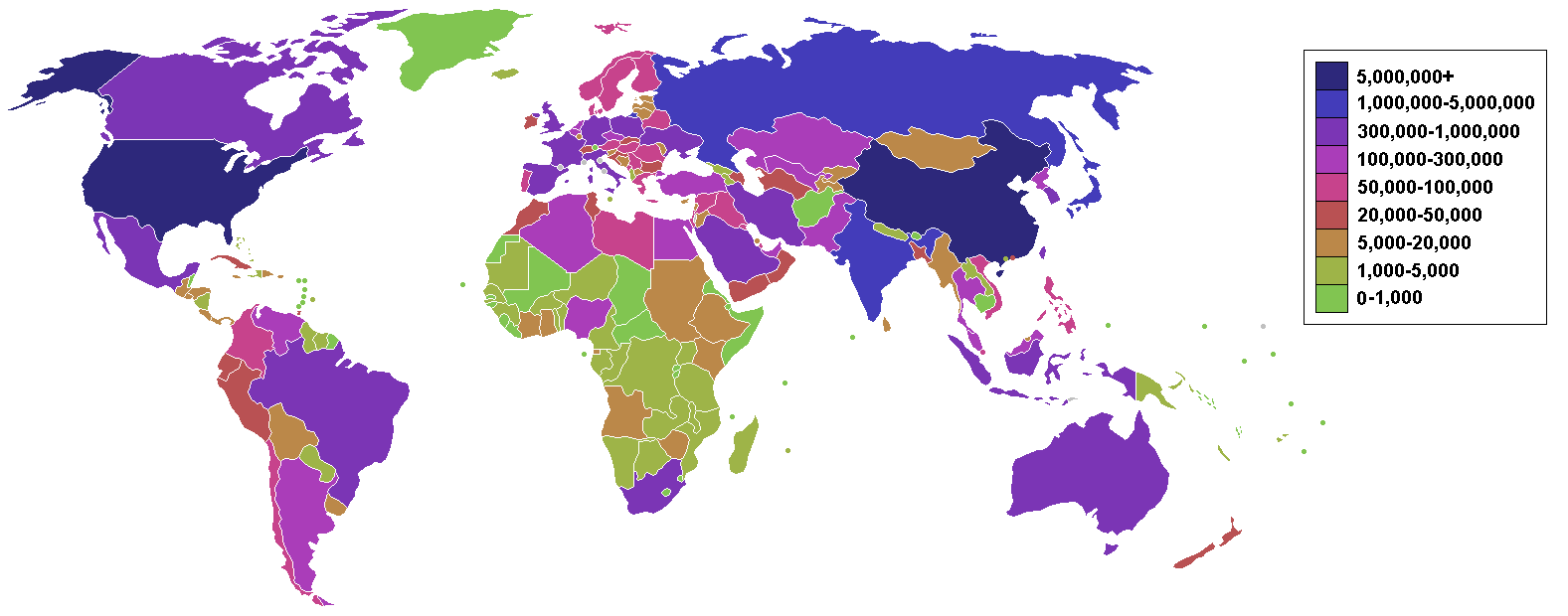
البلدان حسب انبعاثات ثاني أكسيد الكربون (الأزرق أعلى)

أعلنت وكالة التقييم البيئي الهولندية في 19 يونيو 2007 توصل دراسة أولية إلى أن انبعاثات الغازات الدفيئة في الصين لعام 2006 قد تجاوزت انبعاثات الولايات المتحدة للمرة الأولى. قدرت الوكالة أن انبعاثات ثاني أكسيد الكربون من الوقود الأحفوري في الصين زادت بنسبة 9% في عام 2006، بينما انخفضت انبعاثات الولايات المتحدة بنسبة 1.4% مقارنةً بعام 2005. استخدمت الدراسة بيانات إنتاج الطاقة والأسمنت من شركة بريتيش بتروليوم التي اعتقدوا أنها «دقيقة بشكل معقول»، وحذرت من أن الإحصائيات الخاصة بالاقتصادات سريعة التغير مثل الصين أقل موثوقية من البيانات الخاصة ببلدان منظمة التعاون الاقتصادي والتنمية.
قدر البلاغ الوطني الأولي بشأن تغير المناخ لجمهورية الصين الشعبية أن انبعاثات ثاني أكسيد الكربون في عام 2004 قد ارتفعت إلى ما يقارب 5.05 مليار طن متري، مع وصول إجمالي انبعاثات الغازات الدفيئة إلى نحو 6.1 مليار طن متري من مكافئ ثاني أكسيد الكربون.
احتلت الصين في عام 2002 المرتبة الثانية (بعد الولايات المتحدة) في قائمة الدول من حيث انبعاثات ثاني أكسيد الكربون، مع انبعاثات بلغت 3.3 مليار طن متري، بنسبة 14.5% من الإجمالي العالمي. وفي عام 2006، تجاوزت الصين الولايات المتحدة، إذ أنتجت انبعاثات أكثر بنسبة 8% من الولايات المتحدة لتصبح أكبر مصدر لانبعاثات الغازات الدفيئة في العالم. ولكن، احتلت الصين المرتبة 51 كأكبر مصدر لانبعاثات ثاني أكسيد الكربون على أساس نصيب الفرد في عام 2016، مع انبعاثات تقدر بـ7.2 طن للفرد (مقارنة بـ15.5 طن للفرد في الولايات المتحدة). بالإضافة إلى ذلك، أشارت التقديرات إلى أن نحو ثلث انبعاثات الكربون في الصين في عام 2005 كانت نتيجةً لتصنيع السلع المصدرة.

### استخدام الطاقة وانبعاثات الكربون حسب القطاع
استهلكت ست صناعات -توليد الكهرباء، والصلب، والمعادن غير الحديدية، ومواد البناء، ومعالجة النفط والمواد الكيميائية- ما يقرب من 70% من استخدامات الطاقة في القطاع الصناعي.
في قطاع مواد البناء، أنتجت الصين نحو 44% من الأسمنت العالمي في عام 2006. ينتج عن تصنيع الأسمنت انبعاثات كربونية أكثر من أي عملية صناعية أخرى، تمثل نحو 4% من انبعاثات الكربون العالمية.

### خطة العمل الوطنية بشأن تغير المناخ
اتخذت الصين إجراءات بشأن تغير المناخ لعدة سنوات، نشرت أول خطة عمل وطنية للصين بشأن تغير المناخ في 4 يونيو 2007، وفي ذلك العام أصبحت الصين أول دولة نامية تنشر إستراتيجية وطنية لمعالجة الاحتباس الحراري. لم تتضمن الخطة أهدافًا لخفض انبعاثات ثاني أكسيد الكربون، ولكن أشارت التقديرات إلى أنه إذا نُفذت تمامًا، ستنخفض انبعاثات الصين السنوية من غازات الاحتباس الحراري بمقدار 1.5 مليار طن من مكافئ ثاني أكسيد الكربون بحلول عام 2010. ولكن، قدر معلقون آخرون الرقم بـ0.950 مليار طن متري.
أُعلن عن نشر الاستراتيجية رسميًا خلال اجتماع لمجلس الدولة، دعيت الحكومات وجميع قطاعات الاقتصاد إلى تنفيذ الخطة، وإطلاق حملة توعية عامة لحماية البيئة.
تتضمن خطة العمل الوطنية زيادة نسبة توليد الكهرباء من مصادر الطاقة المتجددة ومن الطاقة النووية، وزيادة كفاءة محطات الطاقة العاملة بالفحم، واستخدام التوليد المشترك، وتنمية موارد طبقات الفحم الحجري وميثان مناجم الفحم.
بالإضافة إلى ذلك، نجحت سياسة الطفل الواحد في الصين في إبطاء الزيادة السكانية، ومنعت 300 مليون ولادة، أي ما يعادل 1.3 مليار طن من انبعاثات ثاني أكسيد الكربون على أساس متوسط انبعاثات الفرد في العالم البالغ 4.2 طن عند مستوى 2005.

### الخطة الخمسية الثانية عشر 2011-2015
نشرت الصين تقرير الخطة الخمسية الثانية عشرة للتحكم في انبعاثات الغازات الدفيئة (غوفا [2011] رقم 41)، في يناير 2012 كجزء من خطتها الخمسية الثانية عشرة، الذي حدد أهدافًا لتقليل كثافة الكربون بنسبة 17% بحلول عام 2015، مقارنةً بمستويات عام 2010 وزيادة كثافة استهلاك الطاقة بنسبة 16% مقارنةً بالناتج المحلي الإجمالي. وضعت أهداف أكثر تطلبًا للمناطق الأكثر تطورًا والتي تحتوي معظم الصناعات الثقيلة، بما فيها غوانغدونغ، وشانغهاي، وجيانغسو وجيجيانغ وتيانجين. خططت الصين أيضًا لتلبية 11.4% من احتياجاتها من الطاقة الأولية من المصادر غير الأحفورية بحلول عام 2015.
تعمل الخطة أيضًا على تجربة بناء عدد من مناطق التنمية منخفضة الكربون والمجتمعات السكنية منخفضة الكربون، التي يؤمل أن تؤدي إلى تأثير جماعي بين الشركات والمستهلكين.
بالإضافة إلى ذلك، ستدرج الحكومة في المستقبل البيانات المتعلقة بانبعاثات الغازات الدفيئة في إحصاءاتها الرسمية.

### مخطط تداول الكربون
في تطور منفصل، أعلنت اللجنة الوطنية للتنمية والإصلاح في 13 يناير 2012 أن مدن بكين، وتيانجين، وشانغهاي، وتشونغتشينغ وشنجن ومقاطعات خوبي وغوانغدونغ ستكون أول المشاركين في مخطط الحد من الكربون وتداوله تجاريًا التجريبي الذي قد يعمل بطريقة مماثلة لمخطط مخطط تبادل حقوق إطلاق الانبعاثات التابع للاتحاد الأوروبي. أتى هذا التطور بعد تجربة غير ناجحة للتبادل الطوعي للكربون وضعت في عام 2009 في بكين وشنغهاي وتيانجين.

## الوقود الأحفوري

### الفحم
|      | الإنتاج            | صافي الواردات | الصافي المتاح |
| 2005 | 2,226              | -47           | 2.179         |
| 2008 | 2,761              | غير محدد      | 2.761         |
| 2009 | 2,971              | 114           | 3,058         |
| 2010 | 3,162              | 157           | 3,319         |
| 2011 | 3,576              | 177           | 3,753         |
| 2015 | 3,527              | 199           | 3,726         |
|      | باستثناء هونغ كونغ |               |               |

ما يزال الفحم يشكل أساس نظام الطاقة الصيني، إذ يغطي ما يقارب 70% من احتياجات البلاد من الطاقة الأولية ويمثل 80% من الوقود المستخدم في توليد الكهرباء. تنتج الصين الفحم وتستهلكه أكثر من أي دولة أخرى. ويظهر تحليل عام 2016 أن استهلاك الفحم في الصين بلغ ذروته في عام 2014. ووفقًا لمنظمة مراقبة الطاقة العالمية، حددت الحكومة الصينية ساعات عمل 40% من محطات الطاقة العاملة بالفحم المبنية عام 2019، بسبب الطاقة الزائدة في توليد الكهرباء.